# Тибор Иванишевић
Тибор Иванишевић (Мостар, 16. август 1990) је српски рукометни голман. 
Каријеру је почео у београдском Вождовцу. Играо је за бањалучки Борац а пре тога је био члан Црвене звезде и мађарског Орошхаза. Бивши је јуниорски и кадетски репрезентативац.